# Vitgumpad glansstare
Vitgumpad glansstare (Lamprotornis bicolor) är en fågel i familjen starar inom ordningen tättingar.

## Utseende och läte
Vitgumpad glansstare är en stor, mörkbrun stare med upprätt hållning och vitt under den förhållandevis korta stjärten. På närhåll syns ljust öga, gul mungipa och en grönaktig glans på skuldrorna. Ungfågeln är mattare i färgerna och saknar det bleka ögat. Lätet som hörs i flykten är ett karakteristiskt högljutt "weeek-weeek", medan sången består av en blandning av behagliga och hårda toner.

## Utbredning och systematik
Fågeln förekommer från sydostligaste Namibia till södra Moçambique och Sydafrika. Den behandlas som monotypisk, det vill säga att den inte delas in i några underarter.

## Levnadssätt
Vitgumpad glansstare hittas i öppna gräsmarker och jordbruksbygd. Den ses vanligen i små till stora grupper som födosöker på marken, ofta när boskap.

## Status
Arten har ett stort utbredningsområde och beståndet anses vara stabilt. Internationella naturvårdsunionen IUCN listar den därför som livskraftig (LC).